# 21 giugno
Il 21 giugno è il 172º giorno del calendario gregoriano (il 173º negli anni bisestili). Mancano 193 giorni alla fine dell'anno. Il Sole entra nel segno astrologico del Cancro alle ore 15:00.
Nell'emisfero boreale, spesso in questa data si verifica il solstizio d'estate in cui il Sole raggiunge l'altezza massima possibile sull'orizzonte per quelle latitudini, mentre nell'emisfero australe invece spesso in questa data si verifica il solstizio d'inverno, in cui il Sole raggiunge l'altezza minima possibile sull'orizzonte per quelle latitudini.

## Eventi
- 533 – Una flotta di spedizione bizantina capitanata da Belisario, inviata da Costantinopoli, attacca i Vandali in Africa, Grecia e Sicilia;
- 1280 – Torino viene ceduta, in cambio della libertà, dal marchese Guglielmo VII del Monferrato a Tommaso III di Savoia: da questa data la storia della città si legherà a quella dei Savoia;
- 1321 – Con l'Editto di Poitiers Filippo V di Francia ordina l'Eccidio dei lebbrosi;
- 1529 – Guerra della Lega di Cognac, battaglia di Landriano: le forze francesi vengono espulse dal Nord Italia dalle forze spagnole;
- 1582 – Incidente di Honnō-ji: il generale Akechi Mitsuhide dà fuoco al Tempio Honnō-ji a Kyoto uccidendo il suo signore Oda Nobunaga, al tempo il più potente dei daimyō giapponesi;
- 1621 – Esecuzione di 27 nobili sulla Piazza della Città Vecchia a Praga come conseguenza della battaglia della Montagna Bianca;
- 1656 – Nell'ambito della seconda guerra del nord, Varsavia viene ripresa dai polacchi agli svedesi che l'avevano conquistata l'anno precedente;
- 1665 – Québec: i primi soldati del Régiment de Carignan-Salières arrivano per invadere i territori Irochesi;
- 1689 – Praga: un incendio devasta la Città Ebraica della capitale boema;
- 1734 – Montréal, Nuova Francia: una schiava nera di origine portoghese, conosciuta con il nome francese di Marie-Joseph Angélique, viene sottoposta a un processo farsa in cui viene dichiarata colpevole di aver appiccato un incendio in città e per questo condannata a morte dalle autorità francesi in una cerimonia pubblica nella quale viene torturata, impiccata e poi arsa sul rogo;
- 1749 – Nuova Scozia: viene fondata la città di Halifax;
- 1768 – James Otis Jr. offende il re Giorgio III e il parlamento inglese in un discorso al parlamento del Massachusetts;
- 1774 – Vittorio Amedeo III re di Sardegna fonda la Legione delle Truppe Leggere, corpo militare dal quale discende direttamente il Corpo della Guardia di Finanza;
- 1788 – Il New Hampshire ratifica la Costituzione degli Stati Uniti d'America e viene ammesso come nono Stato;
- 1791 – Il re Luigi XVI di Francia con la famiglia tenta la fuga, ma viene fermato a Varennes-en-Argonne;
- 1798 – Ribellione irlandese del 1798: l'esercito britannico sconfigge i ribelli irlandesi nella battaglia di Vinegar Hill;
- 1813
  - Laura Secord avvisa le forze britanniche dell'imminente attacco statunitense a Queenston, in Ontario;
  - Guerra d'indipendenza spagnola: Wellington sconfigge Giuseppe Bonaparte nella battaglia di Vitoria;
- 1824 – Guerra d'indipendenza greca: le forze egiziane catturano Psara nel Mar Egeo;
- 1826 – Maniots sconfigge gli egiziani guidati da Ibrahim Pasha durante l'Invasione ottomana della penisola di Maina;
- 1848 – Nella rivoluzione rumena Ion Heliade Rădulescu e Christian Tell emettono il Proclama di Islaz e fondano un nuovo governo repubblicano;
- 1854 – La prima Victoria Cross viene assegnata durante il bombardamento di Bomarsund nelle Isole Åland;
- 1885 – A Iseo viene inaugurata la linea ferroviaria per Brescia, primo tratto della Ferrovia Brescia-Iseo-Edolo;
- 1887 – Giubileo della regina Vittoria del Regno Unito;
- 1890 – Prima esecuzione assoluta del poema sinfonico Morte e Trasfigurazione di Richard Strauss;
- 1919 – Scapa Flow, Isole Orcadi: l'ammiraglio Ludwig von Reuter autoaffonda la flotta tedesca; i nove marinai uccisi furono le ultime vittime dirette della prima guerra mondiale;
- 1940
  - Seconda guerra mondiale: la Francia si arrende alla Germania nazista;
  - Vancouver (Columbia Britannica), inizia la prima traversata riuscita da ovest a est del Passaggio a nord-ovest;
- 1941 – Seconda guerra mondiale: finisce la battaglia di Ain-El-Gazala con una vittoria dell'Asse;
- 1942 – Seconda guerra mondiale: Tobruch cade nelle mani delle forze italo-tedesche
- 1955 – L'illustratore olandese Dick Bruna crea il personaggio di Miffy;
- 1957 – Ellen Louks Fairclough presta giuramento come ministro di gabinetto del Canada; è la prima donna a ricoprire tale incarico;
- 1963 – Il cardinale Giovanni Battista Montini viene eletto papa con il nome di Paolo VI;
- 1964 – Contea di Neshoba, Mississippi: i tre attivisti dei diritti civili Andrew Goodman, James Cheney e Mickey Schwerner vengono assassinati dai membri del Ku Klux Klan;
- 1969 – Francia: Georges Pompidou vince le elezioni della Quinta Repubblica francese;
- 1970 – A Città del Messico il Brasile conquista il terzo titolo mondiale battendo in finale l'Italia per 4-1;
- 2000 – Scozia: la Sezione 28 viene abrogata con 99 voti contro 17;
- 2001
  - Negli USA viene emesso un francobollo commemorativo di Frida Kahlo;
  - In Africa meridionale è possibile assistere alla prima eclissi totale di sole del III millennio;
- 2002 – Esce nelle sale cinematografiche statunitensi il film Lilo & Stitch, 42º Classico Disney;
- 2004 – Spazio: la SpaceShipOne compie il primo volo spaziale sviluppato con soli fondi privati;
- 2006 – Due lune di Plutone scoperte il 15 giugno precedente vengono nominate ufficialmente Notte e Idra;
- 2009 – A seguito dei risultati di un referendum dell'anno prima, la Groenlandia diventa ufficialmente un territorio autonomo dalla Danimarca a livello legislativo, giudiziario e nella gestione delle risorse naturali;
- 2015 – La cantautrice statunitense Taylor Swift pubblica la lettera aperta To Apple, Love Taylor in cui minaccia Apple di ritirare la propria musica dal suo nuovo servizio di streaming Apple Music se l'azienda non dovesse pagare le royalty agli artisti per gli streaming effettuati durante il periodo di prova gratuito del servizio; la lettera riuscirà nel suo scopo[1].

## Nati
Ci sono circa 1 160 voci su persone nate il 21 giugno; vedi la pagina Nati il 21 giugno per un elenco descrittivo o la categoria Nati il 21 giugno per un indice alfabetico.

## Morti
Ci sono circa 470 voci su persone morte il 21 giugno; vedi la pagina Morti il 21 giugno per un elenco descrittivo o la categoria Morti il 21 giugno per un indice alfabetico.

## Feste e ricorrenze

### Civili
Internazionali:
- Festa della musica, nata in Francia nel 1982 come Fête de la Musique
- Go Skateboard Day
- Giornata mondiale per la lotta alla SLA
- Giornata internazionale dello yoga[2]
- Giornata mondiale della giraffa

Nazionali:
- Canada: Giornata nazionale degli aborigeni
- Groenlandia: Festa nazionale
- Finlandia e Svezia: Festa di Juhannus
- Italia - Festa della Guardia di Finanza
- Italia - Giornata nazionale AIL per la lotta contro leucemie, linfomi e mieloma

### Religiose
Cristianesimo:
- San Luigi Gonzaga, religioso
- Sant'Albano da Magonza, missionario
- Santa Colagia, vergine mercedaria
- Santa Demetria di Roma, martire
- Sant'Engelmondo di Velsen, monaco
- San John Rigby, martire
- San Giovanni di Tobol'sk, teologo (Chiesa ortodossa russa)
- San Jose Isabel Flores Varela, martire messicano
- San Lazzaro, mendicante
- San Leufredo (Leutfrido), abate
- Santa Marzia, martire
- San Mevenno, abate
- San Raoul di Bourges, vescovo
- San Raimondo di Huesca, vescovo
- San Simplicio di Bourges, vescovo
- Sant'Ursicino di Pavia, vescovo
- Beato Giacomo Morelle Dupas, martire
- Beato Giovanni di Gesù, mercedario
- Beato Melchiorre della Pace, mercedario
- Beato Tommaso da Orvieto, religioso

Religione romana antica e moderna:
- Periodo solstiziale, primo giorno

Religione ellenica:
- Festa di Persefone che ritorna sull'Olimpo inaugurando la primavera e l'estate

Wicca e Druidismo:
- Litha